# Cynan ap Iago
Cynan ap Iago (mort avant 1063) fut un prince gallois fils de Iago ab Idwal ap Meurig, roi de Gwynedd et père de Gruffydd ap Cynan qui devint lui aussi roi de Gwynedd.

## Origine
Son père Iago ab Idwal ap Meurig occupa le trône de Gwynedd de 1023 à 1039 avant d'être tué par ses « propres hommes » et que Gruffydd ap Llywelyn, représentant en ligne féminine de la lignée rivale issue de Hywel Dda, s'empare du trône.

## Biographie
Cynan est obligé de s'enfuir en Irlande et trouve refuge dans le royaume des Norvégiens-Gaëls de Dublin C'est là qu'il épouse Ragnhildr (gallois: Radnaillt), la fille de Amlaib mac Sitric (vieux-norrois: Óláfr) héritier du roi Sitric mac Amlaib qui régnait sur Dublin.
Cet Óláfr après avoir été capturé en 1029 par Mathgamain ua Ricáin, roi de Brega, et libéré contre une rançon considérable comprenant notamment : 1.200 vaches, 120 chevaux gallois, 60 onces d'or et 60 onces d'argent pur, avait été tué par les Saxons sur le chemin de Rome lors d'un pèlerinage en 1034.
La mère de Ragnhildr/Radnaillt était Maelcorcaig ingen Dúnlaing mac Tuathal fille d'un roi de Leinster. Par sa grand-mère Slainé elle était aussi une descendante  Brian Boru. Ces informations sur l'identité et la parenté de l'épouse de Cynan se trouvent uniquement dans le Cogadh Gaedhel re Gallaibh (« War of the Gaedhil with the Gaill »).
Malgré deux tentatives en 1042  et en 1050 qui furent des échecs sanglants, Cynan ne réussit jamais à recouvrer l'héritage paternel et il semble être mort peu après  la naissance vers 1055  de son fils Gruffydd ap Cynan car la  biographie contemporaine de ce dernier  donne beaucoup de détails sur  les ancêtres de Cynan mais reste quasi muette à son sujet. Elle décrit par contre la mère de  Gruffydd  évoquant son père et les droits qu'il tenait de lui en héritage.

## Postérité
Lorsque Gruffydd ap Llywelyn  fut tué à son tour en 1063 . Gruffydd ap Cynan entreprend  à partir de 1075 de conquérir le royaume ancestral avec l'appui de sa famille maternelle. Au cours des péripéties de  son long règne, expulsé par des concurrents ou les anglo-normands il se réfugia plusieurs fois en Irlande  entre 1075 et 1080 et entre 1096 et 1099 où il recruta des forces avant de revenir au pays de Galles.